# صاف‌ماهی آمریکایی
صاف‌ماهی آمریکایی (نام علمی: Hippoglossoides platessoides) نام یک گونه از سرده زبان‌اسبی‌واران است.